# 小瓊脂鯉
小瓊脂鯉，為輻鰭魚綱脂鯉目脂鯉亞目脂鯉科的其中一個種，為熱帶淡水魚，分布於南美洲巴西Cachimbo河流域，體長可達9公分，棲息在底中層水域，生活習性不明。
其种加词“minor”意为“较小的”。